# Chiloglanis pretoriae
Chiloglanis pretoriae is een straalvinnige vissensoort uit de familie van de baardmeervallen (Mochokidae). De wetenschappelijke naam van de soort is voor het eerst geldig gepubliceerd in 1931 door Van Der Horst.